# Bradlo
Bradlo – szczyt górski w Górach Tokajsko-Slańskich we wschodniej Słowacji. 840 m n.p.m. Zalesiony. Ze szczytu w sprzyjających warunkach można dostrzec Tatry, Bieszczady oraz inne pasma Karpat Wschodnich, m.in. Popa Iwana Marmaroskiego.
Przez szczyt nie biegnie żaden znakowany szlak turystyczny. Jego podnóża okrążają  Ruská Nová Ves – Tri Chotáre – przełęcz Červená mlaka – przełęcz Grimov laz – Makovica – Mošník – Przełęcz Herlańska – Lazy – Przełęcz Slańska – Slanec i  ze wsi Vyšná Myšľa.